# Sophie Wu
Sophie Wu (* 1983) ist eine britische Schauspielerin.

## Leben
Die halb chinesische, halb schottische Sophie Wu absolvierte von 2003 bis 2006 die London Academy of Music and Dramatic Art (LAMDA). Ihre ersten Rollen hatte sie in britischen Fernsehserien wie Casualty, Hotel Babylon.
2010 spielte Wu die Rolle der Erika Cho in der US-Comicverfilmung Kick-Ass. In der BBC-Three-Serie The Fades war sie 2011 als Jay zu sehen. Ebenso spielt Wu in der im Sommer 2012 ausgestrahlten Channel-4-Produktion The Midnight Beast.

## Filmografie (Auswahl)
- 2006: Casualty (Fernsehserie, Folge 20x44)
- 2007: Sensitive Skin (Fernsehserie, Folge 2x02)
- 2008: Hotel Babylon (Fernsehserie, Folge 3x07)
- 2008: Wild Child
- 2008:  Der Andere (The Other Man)
- 2009: Man on a Motorcycle (Kurzfilm)
- 2009: Because I Like You (Kurzfilm)
- 2009: Tormented
- 2010: Kick-Ass
- 2011: You Instead
- 2011: See Me (Kurzfilm)
- 2011: The Fades (Fernsehserie, 6 Folgen)
- 2011: Black Mirror (Fernsehserie, Folge 1x01)
- 2012: The Midnight Beast (Fernsehserie, 6 Folgen)
- 2012–2013: Fresh Meat (Fernsehserie, 11 Folgen)
- 2013: Kick-Ass 2
- 2012–2014: The Midnight Beast (Fernsehserie, 7 Folgen)
- 2015–2022: Horrible Histories (Fernsehserie, 3 Folgen)
- 2018: The Break (Fernsehserie, 1 Folge)
- 2019: Automat (Kurzfilm)
- 2022: National Theatre Live: The Seagull
- 2024: Here We Go (Fernsehserie, 1 Folge)